# Leonyid Alekszandrovics Volodarszkij
Leonyid Alekszandrovics Volodarszkij, oroszul: Леонид Александрович Володарский (Moszkva, 1950. április 29. –) orosz költő, műfordító, teozófus, a fényrealizmus irányzat megalapítója, ezoterikus író.

## Életpályája
1967-ben érettségizett, a Moszkvai Könnyűipari Műszaki Egyetemen szerzett diplomát 1973-ban, majd régi tervét megvalósítva, 1975-ben beiratkozott a Szovjet Írószövetség Gorkij Irodalmi Intézetébe.
Versei először a Moszkovszkij Komszomolec újságban jelentek meg 1977-ben, miközben Larisza Vasziljeva mesterkurzusán tanult. Alkotói életében döntő momentum volt, hogy az ismert költő, Jevgenyij Vinokurov egy 1986-ban írott kritikájában kiváló szerzőnek nevezte.

## Munkássága
1989-ben a Molodaja gvargyija (Ifjú Gárda) kiadónál jelent meg első verseskötete (Moszkva külvárosa).
1990-től vált Jelena Blavatszkaja (Helena Blavatsky) és Nyikolaj Rerih (Nicholas Roerich), ill. több híres, nem orosz ezoterikus gondolkodó, teozófus eszméinek követőjévé.

### Magyar vonatkozások
Felesége Olga Anatoljevna Volodarszkaja tolmács, műfordító, Saint-Germainről és Cagliostroról szóló könyvek szerzője. A magyarul kiválóan beszélő Olga váltotta ki férje érdeklődését a magyar történelem és kultúra iránt – ez a tematika immáron minden könyvében helyet kap (a szívéből szól...).
Volodarszkij 1993-ban történelmi témájú magyarbarát hőskölteményt írt Tizenegy álom. Orosz hősköltemény a magyarok nándorfehérvári diadaláról címmel, amelyben két esemény egybecsengését énekelte meg: az 1456. évi nándorfehérvári csatáét és az 1956-os forradalomét. Poémája a kettős kerek jubileum évében, 2006-ban jelent meg a Magyar Naplóban (ford. Marosi Lajos). Magyar történelmi versei sorában kiemelkedő a Voronyezs alatt, melyet a Magyar 2. hadsereg tragikus pusztulását megörökítő emlékmű állítása ihletett. Utóbb mindkét nyelven előadták a helyszínen, az avatás első évfordulóján.
2006 és 2016 között különböző magyar folyóiratokban jelentek meg lefordított költeményei, mind magyar, mind orosz, mind általános emberi témákban. Magyar verseinek új lendületet adott magyarországi látogatása, melyre Karácsonyi folyosó c. kötetének kiadása (2010) után került sor. Nem sokkal később a kötet szerkesztője, Cseh Károly halálára Fényfürdő címmel poémát jelentetett meg.
Magyar versek oroszra fordításával is foglalkozik. Középkori költők műveinek átültetéséért kétszer kapott elismerést az MTA Irodalmi Alapjától: Füst Milán-díjat (1996) és nagydíjat (2001).
A kortárs költők közül Oláh János, Szentmártoni János, Cseh Károly és mások költeményeit fordította oroszra, ill. mutatta be az orosz közönségnek.
Moszkvában, az Írók Központi Házában előadásokat tart és moderál, melyeken nem ritka a magyar téma. Szívesen beszél a magyar történelemről és kultúráról. Eszmei és irodalmi ellenlábasai „magyarofil”-nek is nevezik.

## Művei

### Verseskötetek
- Окраина Москвы; Молодая гвардия, 1989
- Голубица Мастера; Профиздат, 1989
- Провинция Вселенной; Молодая гвардия, 1991
- Мемориальный дождь; Риф-Рой, 1994
- Знак Оповещенья; Беловодье, 1999
- Совроеменнная русская поэзия. 6500 произведений. Собрание стихотворений и поэтических переводов; e-könyv, Бизнессофт, 2006
- Космогонические грёзы; АК-ПРЕСС, 2010
- Высокое присутствие; az Истоки almanachban, 2012–2013
- Купальня Света; АК-ПРЕСС, 2015

### Próza (ezoterikus fantasy-regények)
- Летящие над потопом; АК-ПРЕСС, 2010
- Гора Семи Стражей; АК-ПРЕСС, 2018[1]

### Ezoterikus publicisztika
- Эзотерика с улыбкой; Рипол-Классик, 2007
- Мистика в жизни великих; Эксмо, 2008

### Magyarul
- Karácsonyi folyosó (versek); szerk. Cseh Károly; Bíbor, Miskolc, 2010[2]

További költeményei az alábbi kötetekben találhatóak:
- Ahmatova ifjú arca ...és mai orosz költők. Konczek József műfordításai; előszó G. Komoróczy Emőke; Orpheusz Könyvek, Bp., 2007
- Müller László: Egy jó szó. Versek és versfordítások; Hungarovox, Bp., 2007
- Atlantisz felé. Mai orosz költők antológiája; összeáll. Cseh Károly; Cseh Károly, Bp., 2008 (Z-füzetek)
- Marosi Lajos: Vakmerőséggel határos. Kétnyelvű verses könyv; szerzői, Bp., 2022

## Fordítás
- Ez a szócikk részben vagy egészben  a(z)   Володарский, Леонид Александрович című orosz Wikipédia-szócikk fordításán alapul.  Az eredeti cikk szerkesztőit annak laptörténete sorolja fel. Ez a jelzés csupán a megfogalmazás eredetét és a szerzői jogokat jelzi, nem szolgál a cikkben szereplő információk forrásmegjelöléseként.